# Бородкин, Юрий Серафимович
Юрий Серафимович Бородкин (род. 1937) — русский советский писатель, прозаик, поэт и редактор. Член Союза писателей СССР (с 1969 года), член Правления Союза писателей России (с 1993 года). Секретарь Союза писателей РСФСР (1985—91). Председатель Правления Ярославской организации Союза писателей России (1982—2002).

## Биография
Родился 4 апреля 1937 года в Горьком.
В 1954 по 1956 год обучался в Ярославском военно-железнодорожном училище. С 1956 по 1959 год проходил обучение в Ярославском химико-механическом техникуме. С 1959 по 1965 год работал на Ярославском заводе синтетического каучука в должности мастера. С 1965 по 1982 год в должности редактора и заведующего редакцией художественной литературы работал в Верхне-Волжском книжном издательстве. С 1962 по 1967 год обучался на заочном отделении Литературного института имени А. М. Горького. С 1982 по 2002 год в течение двадцати пяти лет был председателем Ярославского областного отделения Союза писателей России. С 1982 по С 1985 по 1991 год — секретарь Союза писателей РСФСР.
Член Союза писателей СССР с 1969 года, с 1993 года член Высшего творческого совета Правления Союза писателей России. В 1966 году из под пера Бородкина вышла первая книга рассказов «Ветры над яром». В 1968 году вышла повесть «Рябиновые бусы» за который ему была присуждена премия журнала «Крестьянка». В 1971 году вышел цикл рассказов «Запретная любовь», за этот сборник он был удостоен премии издательства  «Молодая гвардия» — как за лучшую книгу молодого автора среди выпущенных этим издательством в 1971 году. По словам писателя М. Н. Алексеева об этой книге: «Манера повествования проста, без нажима, без ужимок, без кривляний. Где с доброй и теплой улыбкой, но больше с легкой, как журавлиный клик, грустью, каковую великий поэт назвал бы светлой». В 1981 году за роман «Кологривский волок» Бородкин был удостоен звания лауреата Первой Всесоюзной литературной премии ВЦСПС и СП СССР. Многочисленные литературные произведения Бородкина издавались в издательствах: «Советский писатель», «Современник», «Молодая гвардия», «Детская литература» и «Верхне-Волжское книжное издательство». Рассказы и повести публиковались в литературно-художественных журналах «Роман-газета», «Литературная Россия», «Молодая гвардия», «Наш современник», «Север», «Аврора» и «Волга».

## Награды
- Орден Трудового Красного Знамени (1984 — «За заслуги в области литературы»)

### Премии
- Лауреат Первой Всесоюзной литературной премии ВЦСПС и СП СССР (1981 — за роман «Кологривский волок»)[6]
- Лауреат Премии Литературной России (1983)